# 6wor-ui ilgi
6wor-ui ilgi (6월의 일기?), noto anche con i titoli internazionali Diary of June e Bystanders, è un film del 2005 diretto da Im Kyeong-soo.

## Trama
La morte di due ragazzi del medesimo istituto allerta la polizia, che teme un possibile assassino seriale; un indizio per la ricerca del colpevole è dato dal fatto che, prima di morire, ai due giovani era stata fatta ingoiare una capsula contenente alcuni estratti di un diario. La ragazza che però aveva scritto i testi in questione risulta però essere morta un mese prima.